# Wienburgpark

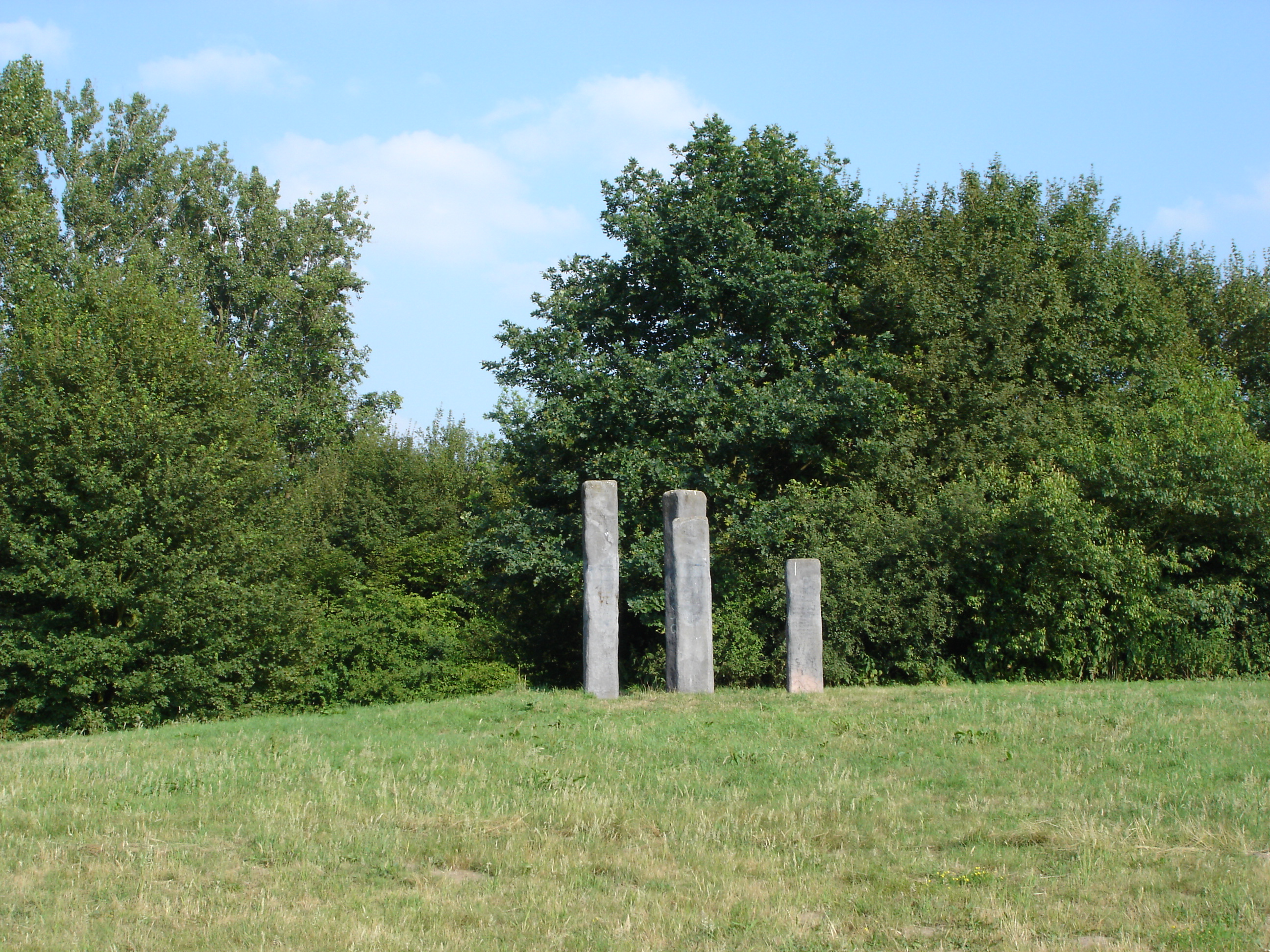
Steinskulptur Mehrförmige Großplastik von Ernst Hermanns aus dem Jahr 1960 auf einer der zahlreichen Wiesen

Der Wienburgpark, offiziell Stadtpark Wienburg, umgangssprachlich oft auch als Nordpark bezeichnet, ist eine Parkanlage in der westfälischen Stadt Münster zwischen dem Kreuzviertel, Kinderhaus, Zentrum Nord und dem Stadtteil Uppenberg, in dem sie liegt. Das 26 Hektar große Gebiet dient als Ort zur Erholung für die Einwohner Münsters und bietet einen vielfältigen Lebensraum für Pflanzen und Tiere. Der Name kommt von dem nördlich des Parkes gelegenen Haus Wienburg.

## Geschichte

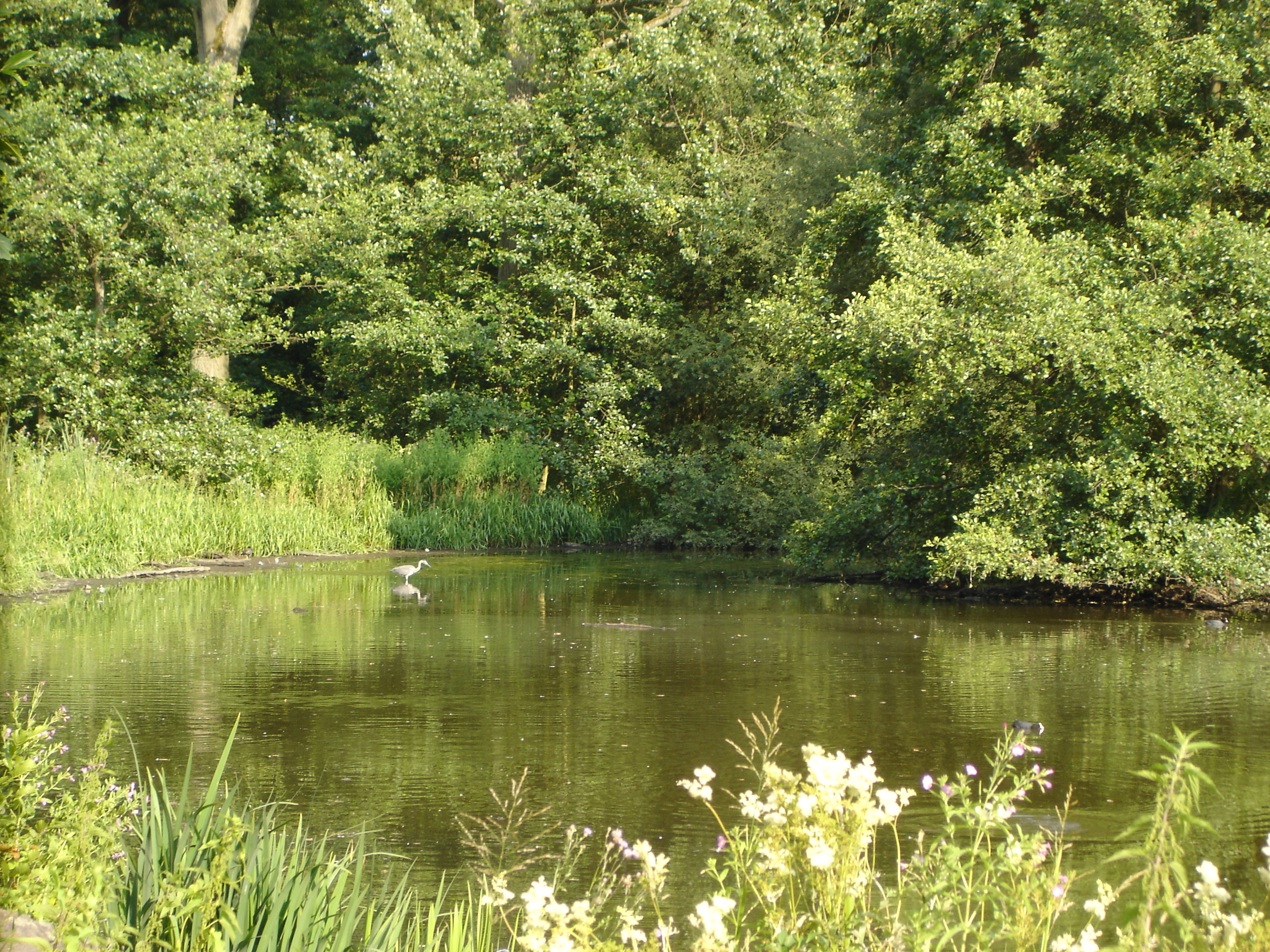
See mit Wasservögeln, die im Park heimisch sind.

Die ersten Pläne für einen großen Erholungspark gehen zurück bis in die 1960er-Jahre. Der erste Plan von dem wegen seiner nationalsozialistischen Vergangenheit nicht unumstrittenen Heinrich Wiepking-Jürgensmann im Jahre 1966 sah Wiesen-, Spiel- und Sportanlagen vor, ergänzt durch ein Freibad sowie eine Kleingartenanlage. In der Mitte des Parks sollte ein großer See mit etwa 10 Hektar Wasserfläche entstehen. Realisiert wurde dieser Plan jedoch nicht, wie auch nicht jener der Preisträger des im Jahre 1973 veranstalteten „Wettbewerb Zentrum Nord“. Dieser sah vor, eine große Freizeitanlage zu bauen und die Kleingartenanlage in Wohnbebauung umzuwandeln. Das Projekt scheiterte, nicht zuletzt wegen der hohen Kosten von etwa 25 Mio. DM ohne Wohnbebauung.
Mit 6 Mio. DM ebenfalls zu teuer war ein weiterer konventioneller Entwurf aus dem Jahr 1979, welcher neben der Parkanlage mit einem See noch ein Freibad und eine Bezirkssportanlage vorsah. Ein weiterer, mit einem Kostenanschlag von 1,65 Mio. DM verbundener Entwurf wurde von Teilen der Bevölkerung als Geldverschwendung abgelehnt, im Februar 1986 jedoch beschlossen und in den Jahren 1986/87 realisiert. Die Kosten beliefen sich letztlich auf 1,68 Mio. DM, die zu 70 % vom Land Nordrhein-Westfalen übernommen wurden.

## Landschaft

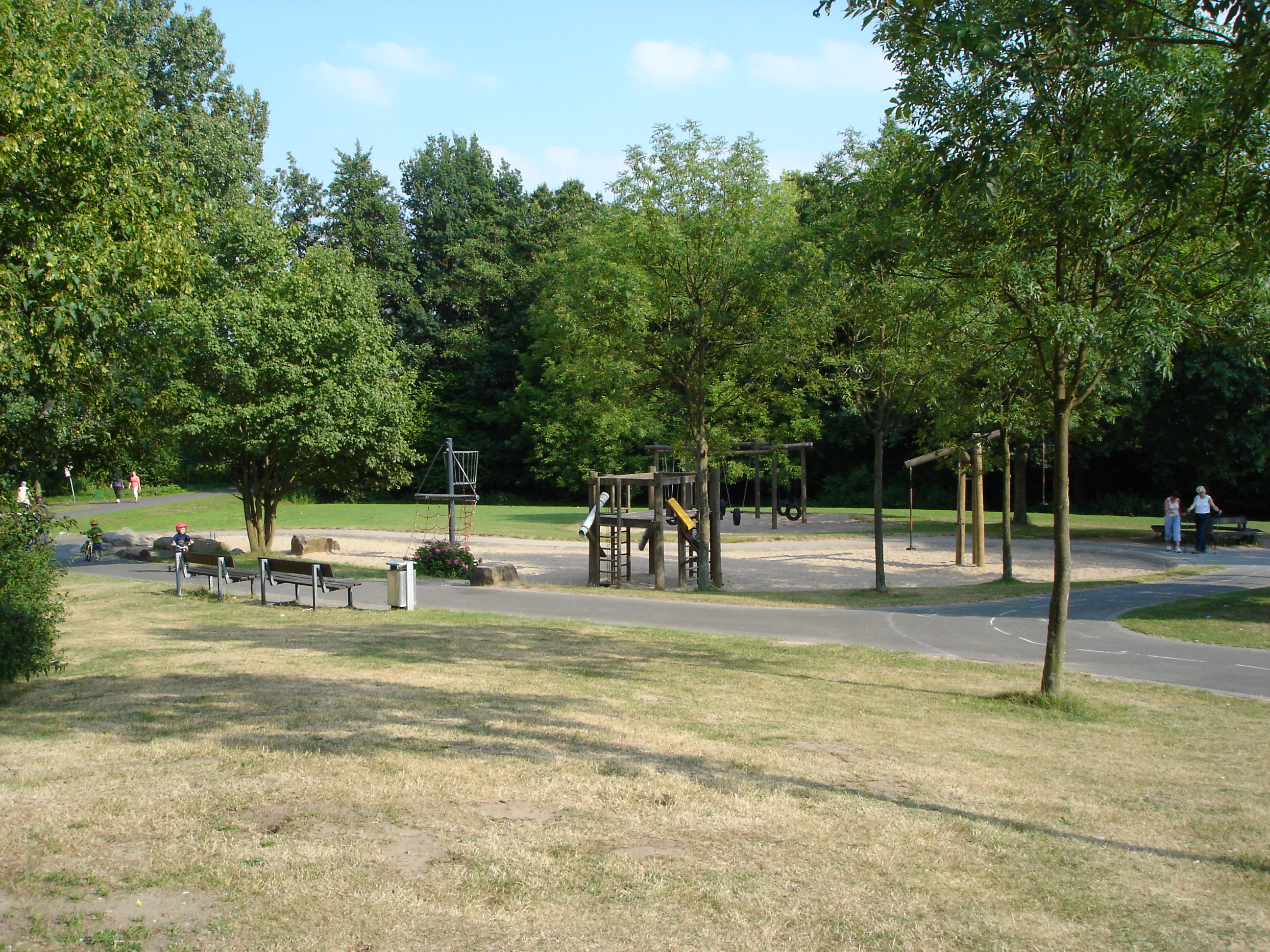
Panorama des Spielplatzes.

Die Landschaft des Parks unterteilt sich im Wesentlichen in drei Bereiche. Die Hecken und der Waldrand bietet einen Lebensraum für sonst nur im Wald lebende Tiere und Pflanzen. Daneben bieten die Feuchtbereiche Lebensräume für Amphibien und Insekten. Der dritte großen Bereich des Parks besteht aus Blumenwiesen.

## Freizeitmöglichkeiten
Neben den für Radtouren und Inlineskating geeigneten, 2000 m befestigten Wegen durchziehen insgesamt 2900 m lange Rindenmulchwege den Wienburgpark, die sich für kleinere Wandertouren eignen. Sie führen sowohl an schattigen als auch sonnigen Plätzen zur Erholung vorbei. Eine Nutzung der Wege ist nicht zwingend vorgeschrieben, da der Park kein Naturreservat ist. Für Kinder wurde ein 6000 m² großer Spielplatz errichtet, der unter anderem mit Spielgeräten ausgestattet ist, die auf anderen Spielplätzen aufgrund ihrer Größe nicht aufgestellt werden können. Zusätzlich befindet sich im Nordwesten des Parks seit dem Jahr 1999 jährlich das Kindercamp „Atlantis“, das in den Sommermonaten Kinder unterhält. Dazu stehen unter anderem Hüpfburgen, ein Kletterturm, ein Streetball- und Beachvolleyballfeld zur Verfügung.
Die Fläche hinter „Atlantis“ wurde von 2003 bis 2009 auch vom Sportverein DJK GW Marathon Münster (Fußball, Leichtathletik, Ultimate Frisbee, Discgolf) genutzt. Der Verein ist seit 1949 im Wienburgpark ansässig. Teile des Wienburgparks gegenüber der heutigen Sportfläche, die jüngst renoviert wurde, sollen zukünftig für den Schul-, Vereins- und Breitensport hergerichtet werden.
Seit 2010 nutzen die „DiscGolfer Münsterland“ den Park zum Training und für Turniere. Discgolf-Interessenten treffen die Scheibenwerfer grundsätzlich dienstags um 18 Uhr und sonntags um 10 Uhr am Marathon-Sportplatz an. Von da geht es auf die Runde in den Wienburgpark.
Außerhalb des Sport- und Spielflächen ist der gesamte Wienburgpark von der Stadt Münster als Freilauffläche für Hunde ausgewiesen.

## Galerie

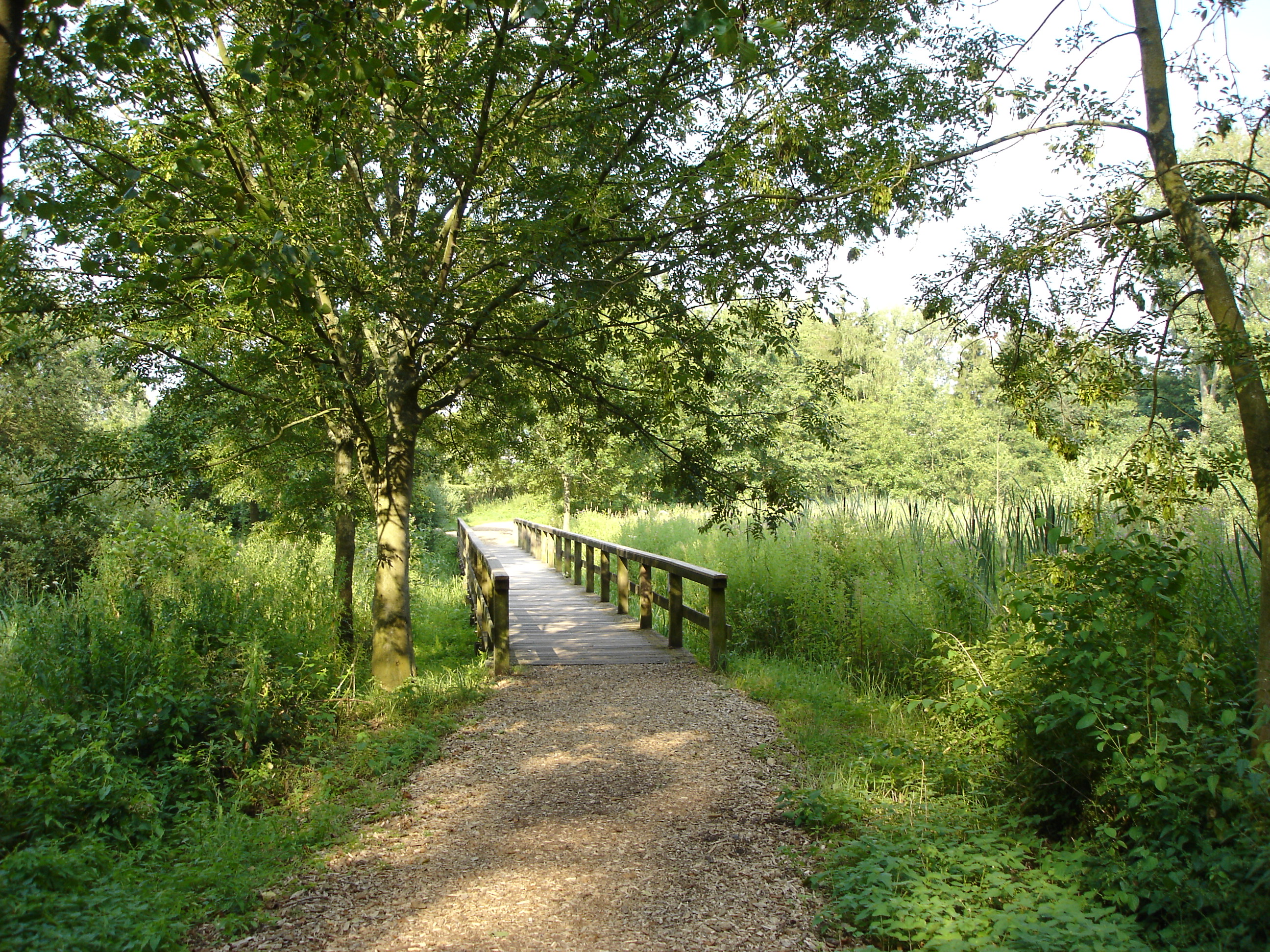
Brücke über eine Feuchtwiese
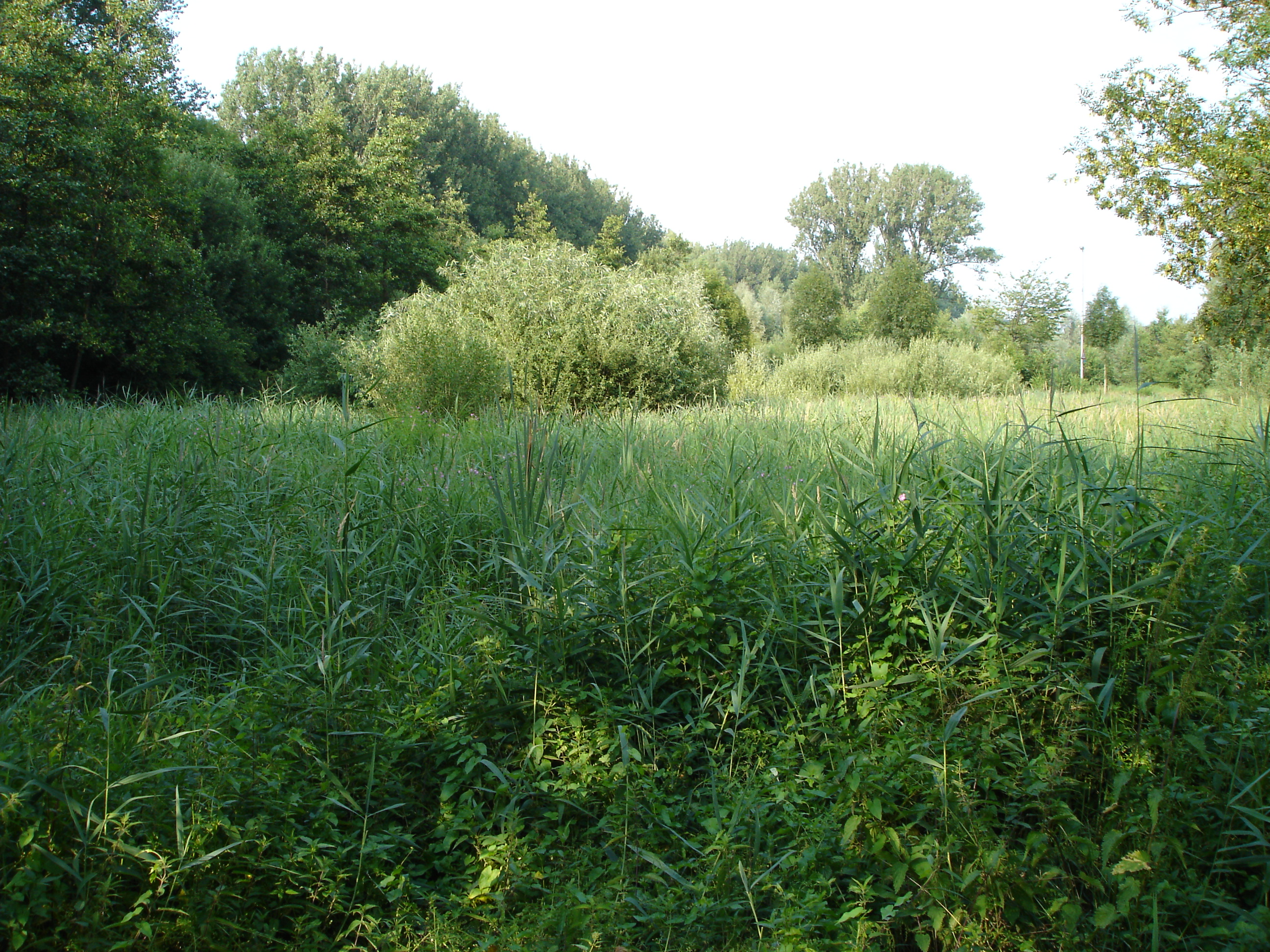
Eine Feuchtwiese, die zugleich als pflanzliche Kläranlage dient
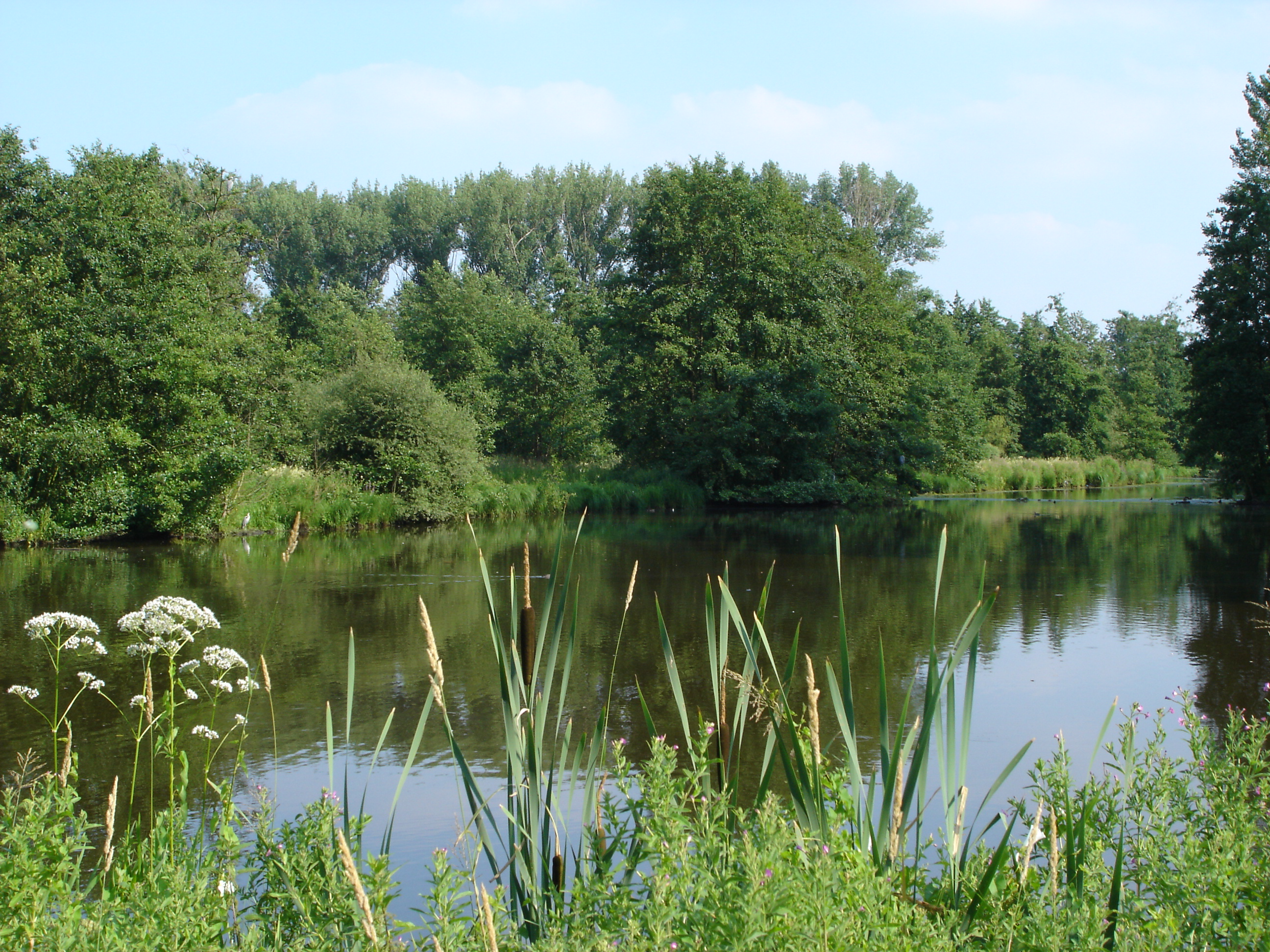
Panorama des großen Sees
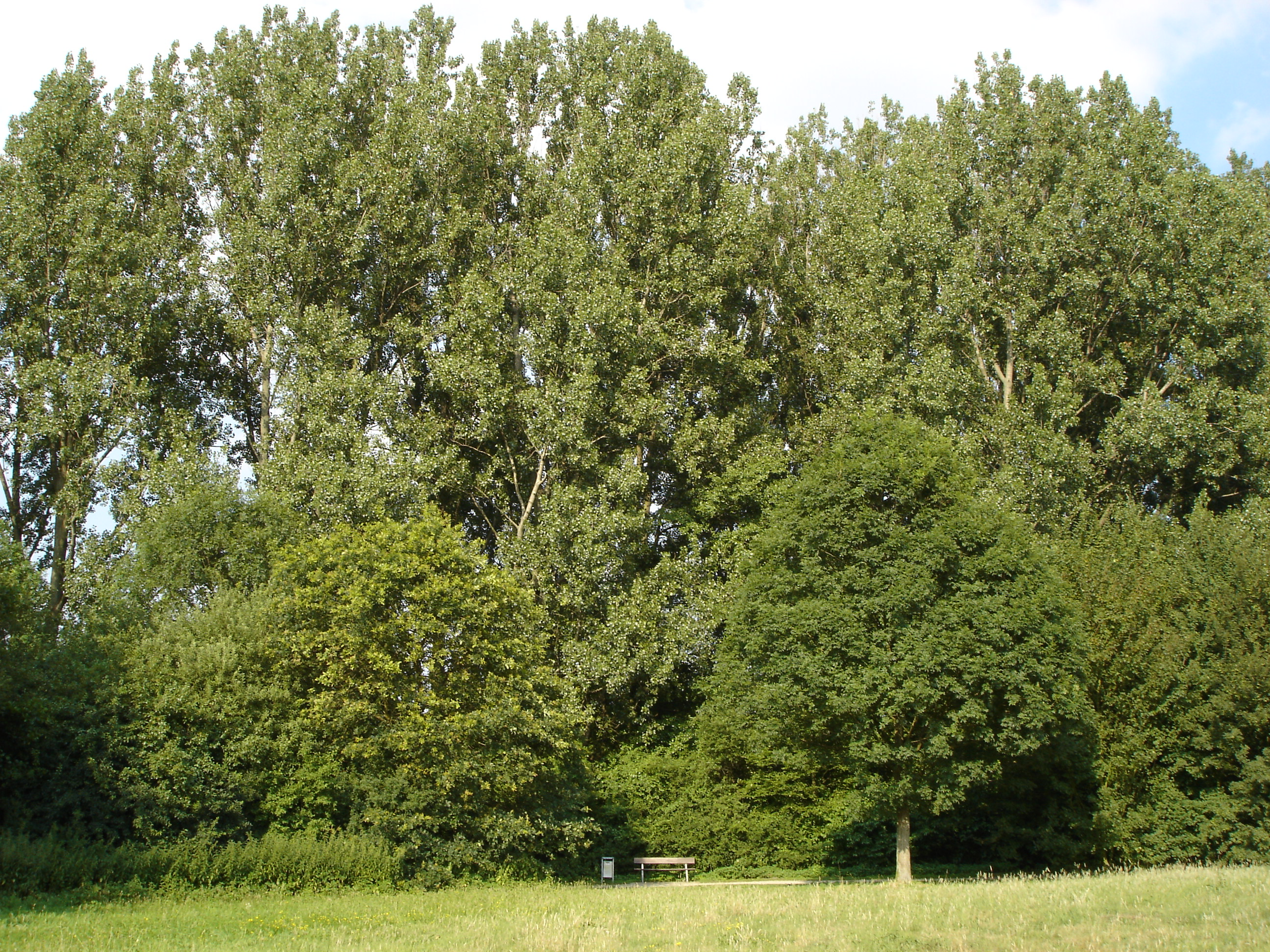
Hecke mit Waldrand
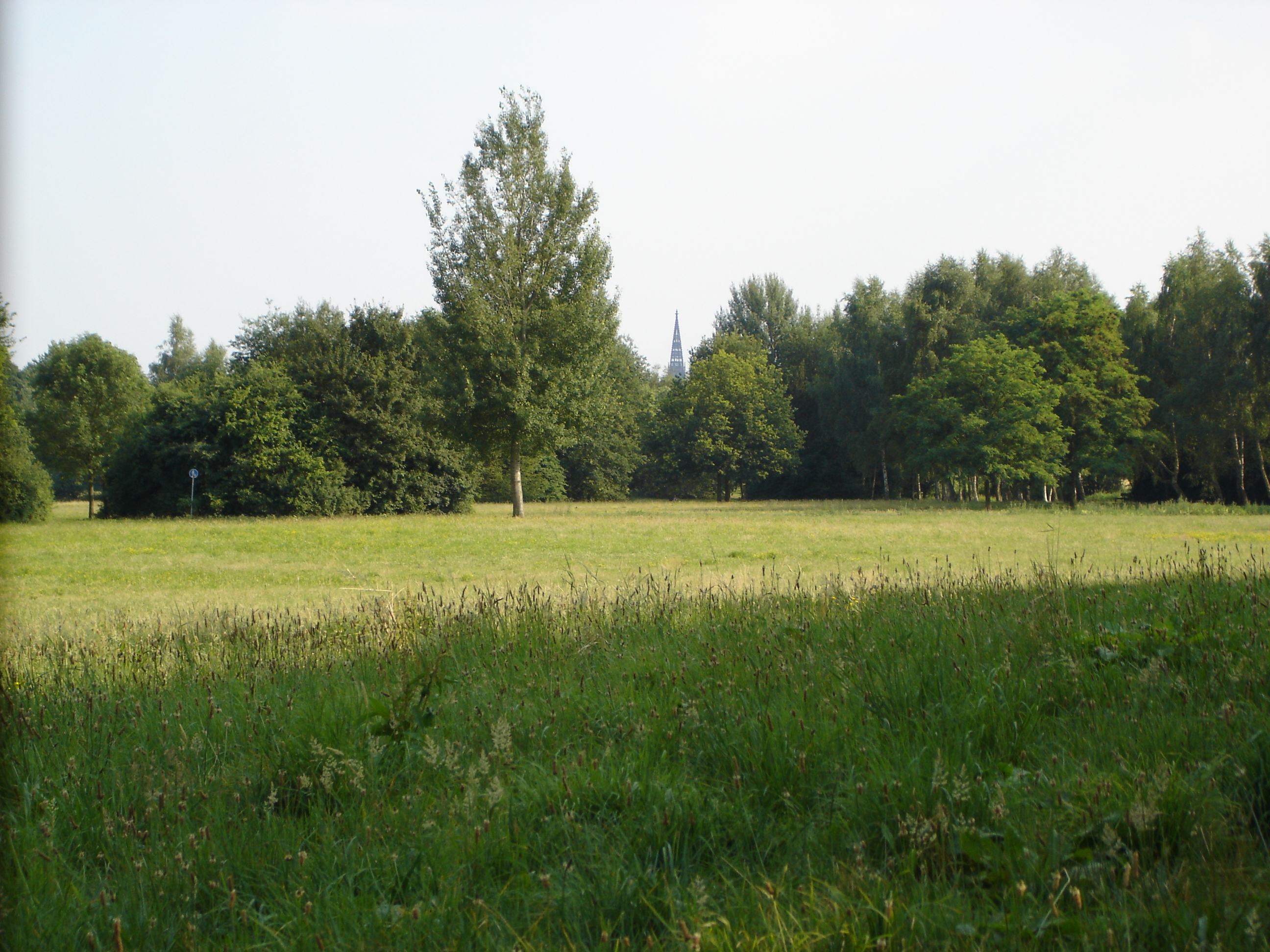
Eine der zahlreichen Wiesen. Im Hintergrund ist der Turm der Lambertikirche zu erkennen.
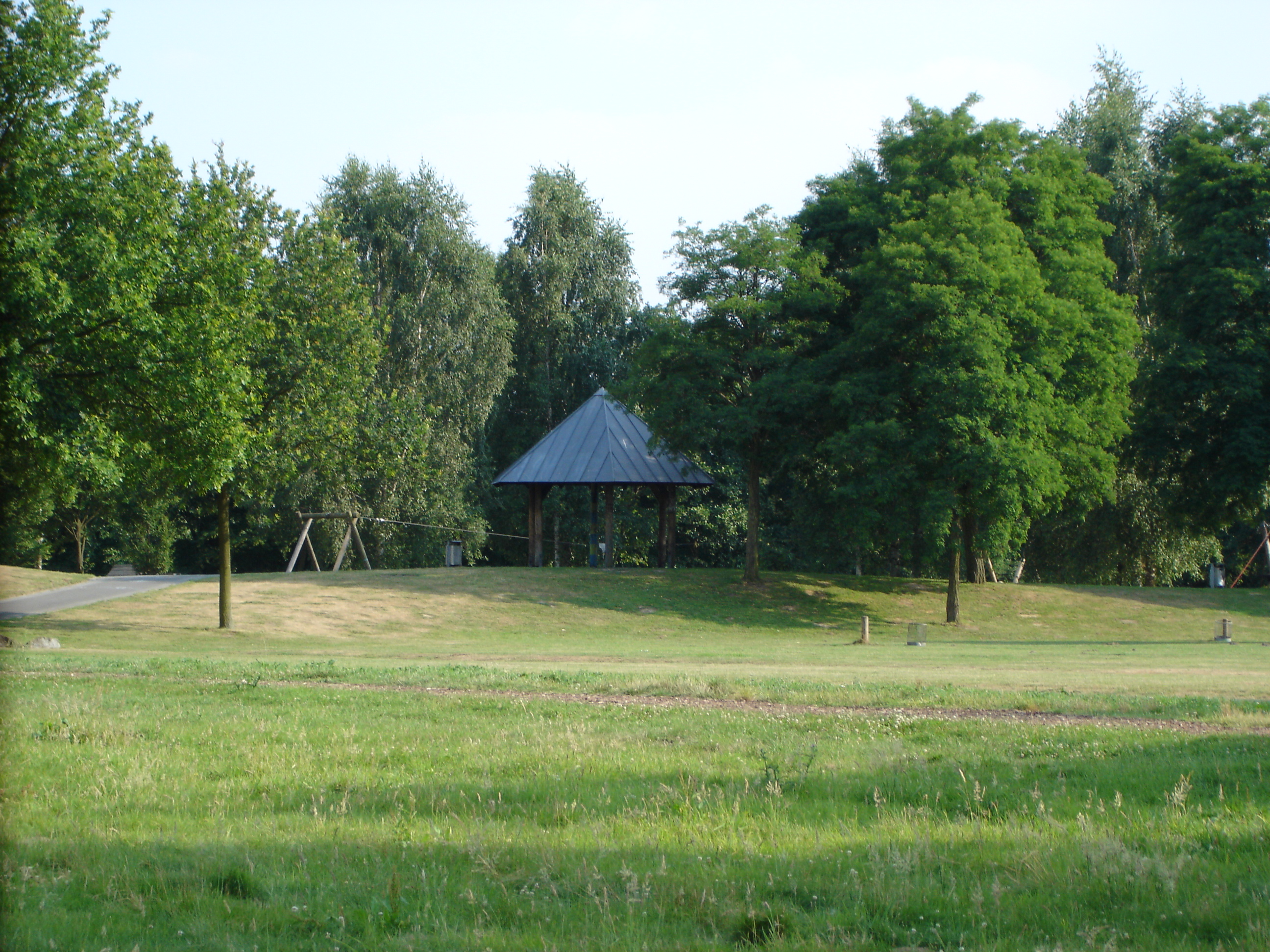
Schutzhütte im Park. Im Hintergrund sind Spielgeräte des Spielplatzes zu erkennen.